# Raul Augusto Esteves
Raúl Augusto Esteves OTE • MSVM • ComC • GCA • MPBS • MOBS • MPCE • MOCE (Santa Isabel, Lisboa, 8 de Dezembro de 1878 - Julho de 1955), foi um engenheiro, militar e ferroviário português.

## Biografia

### Vida pessoal
Nasceu em 8 de Dezembro de 1878, na Freguesia de Santa Isabel, filho de Maria Brígida de Azevedo Neto Esteves e do general Augusto Sotero Esteves
Em 1951, era casado e residia em Lisboa.
Faleceu em Julho de 1955, tendo sido enterrado no dia 4 de Julho. O funeral foi anunciado por um grande número de periódicos, tendo várias individualidades marcantes políticas e militares integrado o cortejo, junto com os antigos integrantes do Batalhão de Sapadores dos Caminhos de Ferro, que transportaram a urna dentro do Cemitério dos Prazeres; devido a ter sido distinguido com a Torre e a Espada, a descida da urna ao jazigo foi acompanhada por 15 salvas de artilharia, e 3 descargas de infantaria.
Uma missa de sufrágio foi realizada na Igreja do Santo Condestável, em Lisboa, no dia 2 de Agosto, organizada pelo comandante e os oficiais do Batalhão dos Caminhos de Ferro.

### Formação e carreira militar
Alistou-se, como voluntário, no Regimento de Cavalaria Nº 4, tendo sido incorporado a 28 de Setembro de 1897.
Estudou na Escola Politécnica, como soldado cadete, tendo obtido os 6 prémios nas cadeiras de matemática; já nessa altura demonstrava um certo apego à estratégia militar, fazendo planos e comandando os seus colegas em jogos, no jardim da Escola.
Passou, posteriormente, para a Escola do Exército, onde obteve a primeira classificação no primeiro ano do Curso Geral, e seguiu Engenharia Militar; neste curso, onde esteve de 1899 a 1903, obteve prémios pecuniários nos segundo, terceiro e quarto anos, tendo saído com uma elevada classificação de 15,2 valores.
No dia 1 de Novembro de 1903, data em que já era 1.º sargento cadete da Companhia de Alunos da Escola do Exército, é promovido a alferes do Regimento de Infantaria; no ano seguinte, passa para tenente.
Entre 1905 e 1909, foi professor em do curso elementar de construções, sendo, no mesmo ano, encarregado de aquisição de material para duas secções da Companhia de Telegrafistas do Regimento de Engenharia. Em 1910, entrou no Estado Maior de Engenharia, e foi nomeado como vogal da Comissão de Reorganização do Exército; no 1911, foi promovido a capitão, tornou-se adjunto da inspecção do serviço militar de caminhos de ferro, e foi nomeado como vogal da comissão encarregada de remodelar o regulamento para a promoção dos postos inferiores, no exército.
Em 1915, foi, novamente, nomeado adjunto da inspecção do serviço militar de caminhos de ferro, promovido a comandante da Companhia de Sapadores dos Caminhos de Ferro, e integrado na 5.ª Companhia do Regimento de Sapadores Mineiros. No ano seguinte, ocupou a posição de director na Escola Preparatória de Oficiais Milicianos de Caminhos de Ferro, e, em 11 de Maio de 1917, viajou para França, junto com o seu Batalhão.
Foi Comandante no Regimento de Sapadores dos Caminhos de Ferro, que entrou em acção na Flandres, durante a Primeira Guerra Mundial. Foi promovido, em 1918, a major, e regressou a Portugal no dia 1 de Maio de 1919; neste ano, foi promovido a tenente-coronel para o grupo de Caminhos de Ferro, e comandante do Batalhão.
Celebrizou-se por ser um líder exigente, mas que defendia os seus oficiais; num caso notório, um oficial tinha sido impedido, pelo Ministro da Guerra, de ocupar um posto que havia recebido por concurso, uma vez que este se havia recusado a fazer a declaração de republicanismo. Raul Augusto Esteves conseguiu convencer o Ministro a libertar o oficial.
Noutro caso célebre, o periódico A Capital declarou que entre as ferramentas utilizadas num assalto na Avenida da República, uma tinha o símbolo da unidade que Raul Augusto Esteves comandava; no dia seguinte, reuniu todo o batalhão e verificou que a acusação era infundada, pelo que enviou um pequeno contingente para exigir a retratação da notícia. Esta medida foi condenada por um dos membros da Câmara dos Deputados, que exigiu a execução de castigos.
Durante as Décadas de 1910 e 1920, liderou um quartel, no Campo de Ourique, em Lisboa, dos Sapadores dos Caminhos de Ferro, tendo sido chamado, por diversas vezes, para enfrentar movimentos revolucionários, greves e outros problemas de ordem pública, sendo este destacamento principalmente destinado a agir em greves nos caminhos de ferro. Foi alvo de vários atentados, durante as greves ferroviárias de 1919, e de novo em 5 de Janeiro de 1921, tendo ficado ferido por tiros de pistola quando regressava à sua habitação.
Em 1924, foi nomeado para uma comissão, que tinha como propósito apresentar as bases para a reorganização dos serviços técnicos da Arma de Engenharia. No ano seguinte, assumiu a função de chefe da 1.ª Repartição da Inspecção Geral das Fortificações e Obras Militares, e foi integrado no Estado-Maior de Engenharia. Foi um dos comandantes da Revolta de 18 de Abril de 1925. Na preparação desse golpe, fortaleceu as relações entre os oficiais dentro do quartel; essas ligações deram, posteriormente, origem a reuniões anuais, por ele presididas, excepto em 1955, por já se encontrar muito doente.
Em 1926, foi nomeado como vogal da Comissão Técnica de Pioneiros, e comandante do Batalhão de Sapadores de Caminhos de Ferro, tendo passado, pouco depois, a comandante interino; no dia 25 de Setembro, foi promovido a coronel, passando a comandante do regimento de Sapadores dos Caminhos de Ferro. Ainda no mesmo ano, foi nomeado como Administrador Adjunto Militar dos Caminhos de Ferro do Estado. Teve um papel instrumental na preparação da Revolução de 28 de Maio de 1926.
Participou numa revolução em 7 de Novembro de 1927, tendo contribuído para a sua repressão; nesse ano, era Administrativo Geral Militar, e, no ano seguinte, foi integrado na comissão de estudo dos diferentes diplomas orgânicos do exército. Foi, em 1929, nomeado vogal da Comissão Técnica da Arma de Engenharia e Inspector Interino das Tropas de Comunicação, cargos que acumulou com as de comandante do regimento; exerceu, igualmente, a posição de director da Arma de Engenharia.
Em 1932, foi aprovado nas provas especiais de aptidão, tendo passado a coronel tirocinado; no ano seguinte, era inspector das Tropas de Comunicação, e, em 1934, vogal de júri, para avaliar as provas especiais de aptidão, para a promoção a major dos capitães de engenharia.
Em 1935, detinha a posição de Inspector Interino das Tropas de Comunicação, que acumulava com as funções de Serviço de Pioneiro, e continuava a ser vogal de júri; no ano seguinte, foi promovido a general, ocupando o lugar de Amílcar Pinto.
Chefiou, igualmente, uma missão portuguesa de observação em Espanha, durante a Guerra Civil Espanhola.

### Carreira profissional
Desempenhou as posições de Director, desde 1920, e presidente do Conselho Administrativo dos Caminhos de Ferro do Sul e Sueste, e vice-presidente do Conselho de Administração da Companhia dos Caminhos de Ferro Portugueses, tendo-se notabilizado, neste último cargo, por ter levado a cabo várias iniciativas de modernização do transporte ferroviário; em 1931, foi louvado pela sua eficácia na organização de um convénio entre aquela empresa e o Ministério da Guerra.
Também foi colaborador e membro do Conselho Directivo da Gazeta dos Caminhos de Ferro, desde 1942, e colaborou em diversos jornais, e na Revista Militar.
Exerceu, igualmente, a posição de presidente do Grupo de Amigos de Olivença.

## Homenagens, condecorações e louvores
Em Portugal, foi condecorado com os graus de Oficial da Ordem Militar da Torre e Espada, do Valor, Lealdade e Mérito e da Ordem Militar de Sant'Iago da Espada a 10 de Julho de 1920, e foi Comendador e Grã-Cruz da Ordem Militar de Avis a 25 de Fevereiro de 1938 e Comendador da Ordem Militar de Cristo a 28 de Junho de 1919; no estrangeiro, recebeu o grau de Oficial da Ordem Nacional da Legião de Honra e das Ordens de Mérito Militar de Espanha e da Coroa da Bélgica, e de Comendador da Ordem da Coroa de Itália a 17 de Março de 1930.
Recebeu as medalhas portuguesas da Cruz de Guerra de 2.ª Classe, pelas suas acções durante a Primeira Guerra Mundial, de Ouro e Prata de Bons Serviços, em 1911, de Prata de Mérito, Filantropia e Generosidade, de Ouro e Prata de Comportamento Exemplar, em 1918, da Vitória, e a Comemorativa de França 1917-1918.
Também foi agraciado com a Cruz de 4.ª Classe da Ordem da Águia Vermelha da Alemanha, a Cruz de 3.ª classe da Ordem do Mérito Militar de Espanha D. Afonso XIII a 18 de Fevereiro de 1930, pelo Rei de Espanha, a Grã-Cruz da Ordem de São Silvestre Papa do Vaticano da Santa Sé, pelo Papa Pio XI a 28 de Outubro de 1929, a Croix de Guerre Avec Palme, pelo governo francês, a Ordem de Serviços Distintos, pelo Rei da Grã-Bretanha e Irlanda Jorge V, e a Medalha da Cruz Vermelha do Mérito Militar e a Medalha da Campanha do Exército de Espanha a 28 de Agosto de 1939.
Foi louvado pela sua distinção na regência do curso elementar de construção, pela elaboração de um regulamento provisório para a instrução do Regimento de Engenharia, pela organização da secção de telegrafistas de campanha mobilizada, por ter realizado a conferência A Fortificação na Defesa do País, pelo comportamento exemplar do Batalhão de Sapadores dos Caminhos de Ferro após o regresso a Portugal, por ter comandado esse mesmo batalhão desde o princípio, quando esteve integrado no Corpo Expedicionário Português, pela forma com que comandou os serviços prestados pelo batalhão nos transportes referentes à comemoração nacional aos soldados desconhecidos na Primeira Guerra Mundial, pela sua prestação como director dos Caminhos de Ferro do Sul e Sueste, por ter orientado de forma superior a instrução de recrutas; também foi, duas vezes, louvado pelos serviços prestados, como comandante do Batalhão, durante as greves.

### Obras publicadas
- A Função do Exército (1908)[6]
- A Fortificação no Plano de Defesa do País (1910)[6]
- O Problema da Defesa Nacional (1935)[6]
- Algumas Observações sobre a Guerra de Espanha[1]
- A Defesa da Europa Ocidental[1]
- O Problema Nacional dos Caminhos de Ferro[1]